# Luke de Tany
Luke de Tany († 6. November 1282 in der Menai Strait) war ein englischer Ritter und Militär, der als Seneschall der Gascogne diente.

## Herkunft und Teilnahme am Kreuzzug von Prinz Eduard
Die Herkunft von Tany ist nicht genau geklärt, er stammte aus einer ritterlichen Familie und besaß Grundbesitz in Yorkshire und Northumberland im Norden Englands. Gegen Ende des Zweiten Kriegs der Barone war er ein loyaler Anhänger von König Heinrich III., dem er als königlicher Constable von Tickhill und Knaresborough Castle diente. Gegen Ende des Kriegs der Barone ließ er mehrere gefangene Rebellen nach kurzem Prozess durch Enthauptung hinrichten. 1270 nahm er am Kreuzzug des Prinzen Eduard teil. Als Kreuzfahrer stand er unter dem Schutz der Kirche und konnte so nicht mehr für die widerrechtlichen Hinrichtungen belangt werden. Während des Kreuzzugs diente er als Admiral der Flotte.

## Dienst als Seneschall der Gascogne
Während seiner Rückreise vom Kreuzzug reiste der nunmehrige König Eduard I. im Sommer 1273 in die südwestfranzösische Gascogne, die er als Lehen des französischen Königs besaß. Dort ernannte er Tany, der bereits 1267 Herr der Stadt Lalinde geworden war, zum Seneschall der Gascogne. Tanys Verantwortung als Seneschall war klar begrenzt, doch aufgrund seiner aggressiven Politik wurde er schon bald in zahlreiche Konflikte verwickelt, darunter in den Streit des Königs mit Gaston von Béarn und mit der Stadt Bazas, wo im Februar 1274 zwei Gefolgsleute von Tany getötet wurden. Dennoch beließ der König Tany im Amt, als er im Sommer 1274 nach England zurückreiste. Tany wurde in weitere Streitigkeiten verwickelt, die er nicht beilegen konnte. Gaston von Béarn wandte sich, da seine Klagen über Tany erfolglos blieben, an das Parlement von Paris. Auch im Bistum Dax setzte sich die Bevölkerung von Dax gewaltsam gegen Tanys Regierung zur Wehr. 1278 sandte der König seine beiden Vertrauten Otton de Grandson und Robert Burnell in die Gascogne, um die gegen Tany erhobene Vorwürfe zu untersuchen. Die zwischen Mai und September 1278 durchgeführte Untersuchung ergab, dass Tanys Herrschaft zwar streng gewesen war, ihm jedoch kein Versagen oder Bestechlichkeit vorzuwerfen sei. Er wurde durch den aus Savoyen stammenden Jean I. de Grailly abgelöst, musste sich jedoch nicht vor Gericht verantworten und verlor auch nicht die Gunst des Königs.

## Rolle während der Eroberung von Wales
Während des zweiten Feldzugs von Eduard gegen Wales wurde Tany am 18. August 1282 zum Kommandanten der englischen Truppen auf der Insel Anglesey ernannt. Er sollte mit den dortigen englischen Truppen über eine Bootsbrücke über die Menai Strait nach Gwynedd vorstoßen und so eine zweite Front im Rücken der Waliser bilden. In der zweiten Oktoberhälfte erreichte Tany zusammen mit Roger de Clifford, William Audley und anderen Rittern Anglesey. Am 6. November setzte Tany mit seiner Armee über die Bootsbrücke über. Der Angriff erfolgte übereilt, vermutlich sollten durch den Angriff vom Erzbischof von Canterbury initiierte Friedensverhandlungen gestört werden. Am gegenüberliegenden Ufer wurden die Engländer von den Walisern angegriffen. In der darauf folgenden Schlacht an der Menai Strait wurden die englischen Truppen über die Brücke zurückgetrieben, wobei die Bootsbrücke durch die Waliser, durch Überlastung oder durch die starken Gezeiten in der Meerenge zerstört wurde. Die englischen Truppen erlitten eine schwere Niederlage, unter den über 300 getöteten oder ertrunkenen Soldaten war auch Tany.